# Nicole Gius

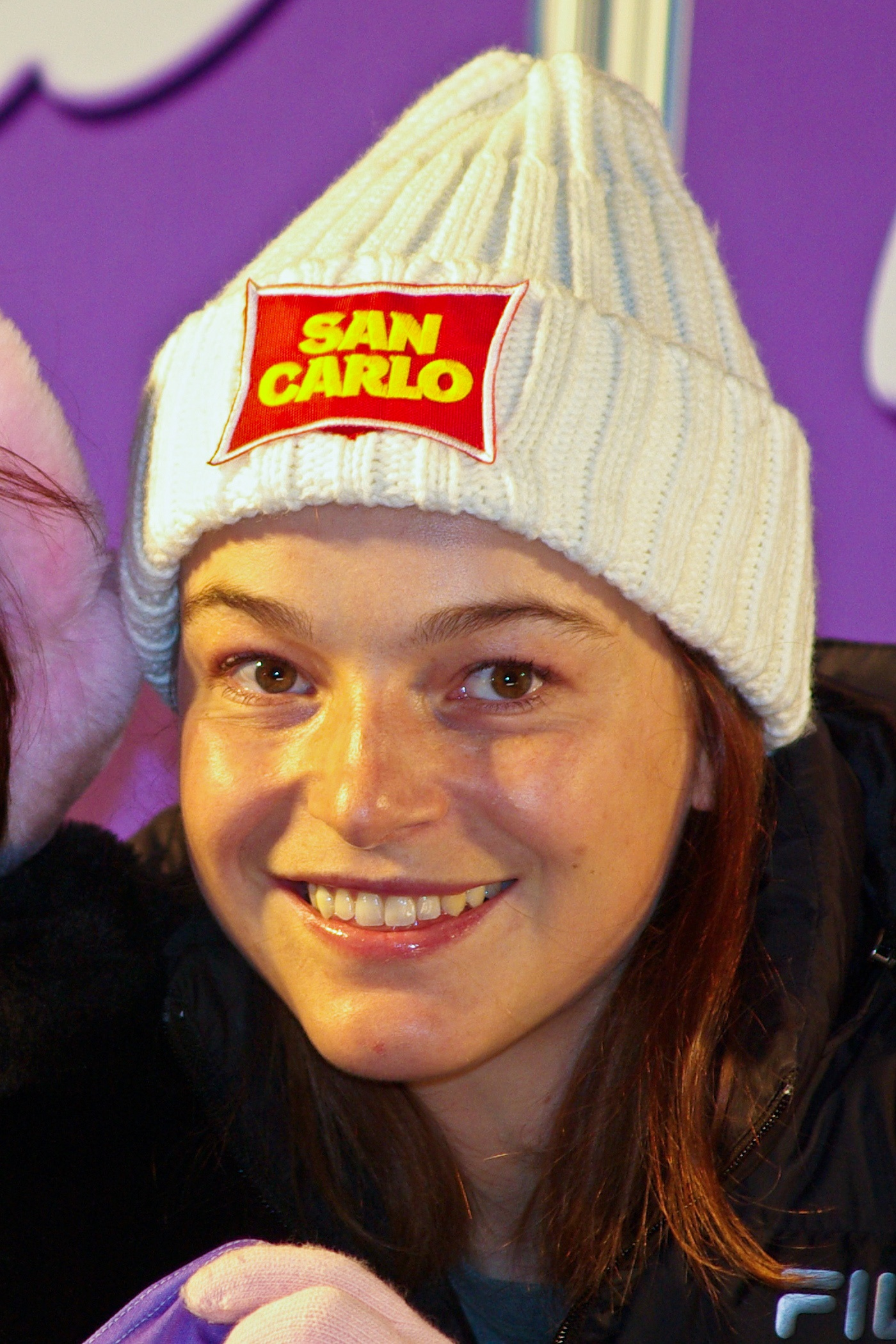
Nicole Gius, Semmering 2008

Nicole Gius, född 16 november 1980 i Schlanders, Italien, är en italiensk utförsskidåkare. Hon deltog i vinter-OS 2002 och 2010. Båda gångerna deltog hon i slalom och storslalom.